# Aleksander Skarżyński
Aleksander Zbigniew Skarżyński (ur. 27 października 1922 w Warszawie, zm. 11 listopada 2007) – polski historyk, działacz komunistyczny, urzędnik państwowy.

## Życiorys

### Młodość
Urodził się w Warszawie w rodzinie Antoniny i Antoniego Skarżyńskich.
Od lutego 1940 do marca 1941 był uczniem w Zakładach SOLVIS w Warszawie, a od czerwca 1941 do 1 sierpnia 1944 (do wybuchu powstania warszawskiego) robotnikiem w Elektrowni Warszawskiej. Następnie do października 1947 był pracownikiem stacji PKP w Stargardzie Szczecińskim. 

### Działalność publiczna
Od 18 marca 1945 należał do Polskiej Partii Robotniczej. Od 2 października 1947 do 24 kwietnia 1948 pełnił funkcję II sekretarza Komitetu Powiatowego PPR w Stargardzie Szczecińskim, a następnie do października 1948 I sekretarza Komitetu Powiatowego w Choszcznie. Po zjednoczeniu Polskiej Partii Robotniczej i Polskiej Partii Socjalistycznej należał do Polskiej Zjednoczonej Partii Robotniczej.
W 1949 ukończył Centralną Szkołę Partyjną PZPR, w której od lipca 1949 do września 1957 był wykładowcą. Następnie do lipca 1963 był adiunktem w Wyższej Szkole Nauk Społecznych przy KC PZPR. Jednocześnie w styczniu 1953 został także absolwentem Uniwersytetu Warszawskiego. A 25 czerwca 1960, na podstawie rozprawy Polityczne przyczyny Powstania Warszawskiego 1944, uzyskał stopień doktora w WSNS. 
Od 1 sierpnia 1963 pracował w Urzędzie do Spraw Wyznań, gdzie był m.in. wicedyrektorem, a od stycznia 1967 do maja 1974 kierownikiem, zaś od maja 1971 w randze podsekretarza stanu w Urzędzie Rady Ministrów. 
Od 17 czerwca 1974 do 31 grudnia 1981 pełnił funkcję dyrektora Naczelnego Zjednoczenia Wydawnictw.

## Odznaczenia
- Krzyż Komandorski Orderu Odrodzenia Polski (1969)[4]

### Śmierć i pogrzeb
Zmarł 11 listopada 2007 i 19 listopada po mszy w kościele św. Jozafata Kuncewicza został pochowany w grobie rodzinnym na cmentarzu Wojskowym na Powązkach (kwatera C19-V-6).

## Publikacje
Był autorem artykułów i publikacji książkowych, m.in.:
- Powstańcza Warszawa w dniach walki (Książka i Wiedza, Warszawa 1965),
- Polityczne przyczyny powstania warszawskiego (Państwowe Wydawnictwo Naukowe, Warszawa 1974)[6].